# Битва при Ившеме
Битва при Ивешеме (англ. Battle of Evesham, Ившем, Вустершир, Англия) — одна из двух основных битв Второй войны баронов, состоявшаяся 4 августа 1265 года. Сражение между десятитысячным королевским войском под началом принца Эдуарда и войском баронов, численностью около 5000 человек, под командованием Симона де Монфора. Бароны, первоначально принявшие войско Эдуарда за подкрепление под командованием Монфора-младшего, были застигнуты врасплох и потерпели полное поражение. Симон де Монфор погиб. Поражение положило конец баронской войне и привело к реставрации Генриха III.

## Предыстория
Симон де Монфор, шестой граф Лестера, смог получить доминирующее положение в английском королевстве после победы в битве при Льюисе, а в его плену были король Генрих III, его брат Ричард Корнуоллский и принц Эдуард. Но вскоре ситуация начала меняться из-за потери ключевых союзников: в феврале 1265 года граф Дерби Роберт де Феррерс был арестован и заключён в Тауэр, а в мае этого года граф Глостера Гилберт де Клер перешёл на сторону роялистов и помог освободить Эдуарда.
22 июня 1265 принц Гвинеда и Уэльса Лливелин ап Грифид заключил с Монфором «Пиптонский договор» о союзе, согласившемуся помочь в обмен на признание своего титула и сохранения территориальных приобретений. Несмотря на возможные выгоды от этого союза, подобные уступки привели к снижению популярности Монфора в самой Англии. Тем временем, Эдуард возглавил осаду Глостера, павшего 29 июня. Главной целью Симона теперь было объединение с силами сына Симона и дальнейшее уничтожение роялистов. Но отряды его сына слишком медленно выдвигались из Лондона, и достигнув Кенилворта понесли большие потери от сил Эдуарда. Оттуда принц направился на юг, где 4 августа поймал Монфора в ловушку у реки Эйвон, преградив выход к мосту и помешав соединению с подкреплениями под руководством сына. Осознав ситуацию, Монфор заявил: «Mожет быть Господь проявит милосердие к нашим душам, как и к принадлежащим им телам.»

## Битва

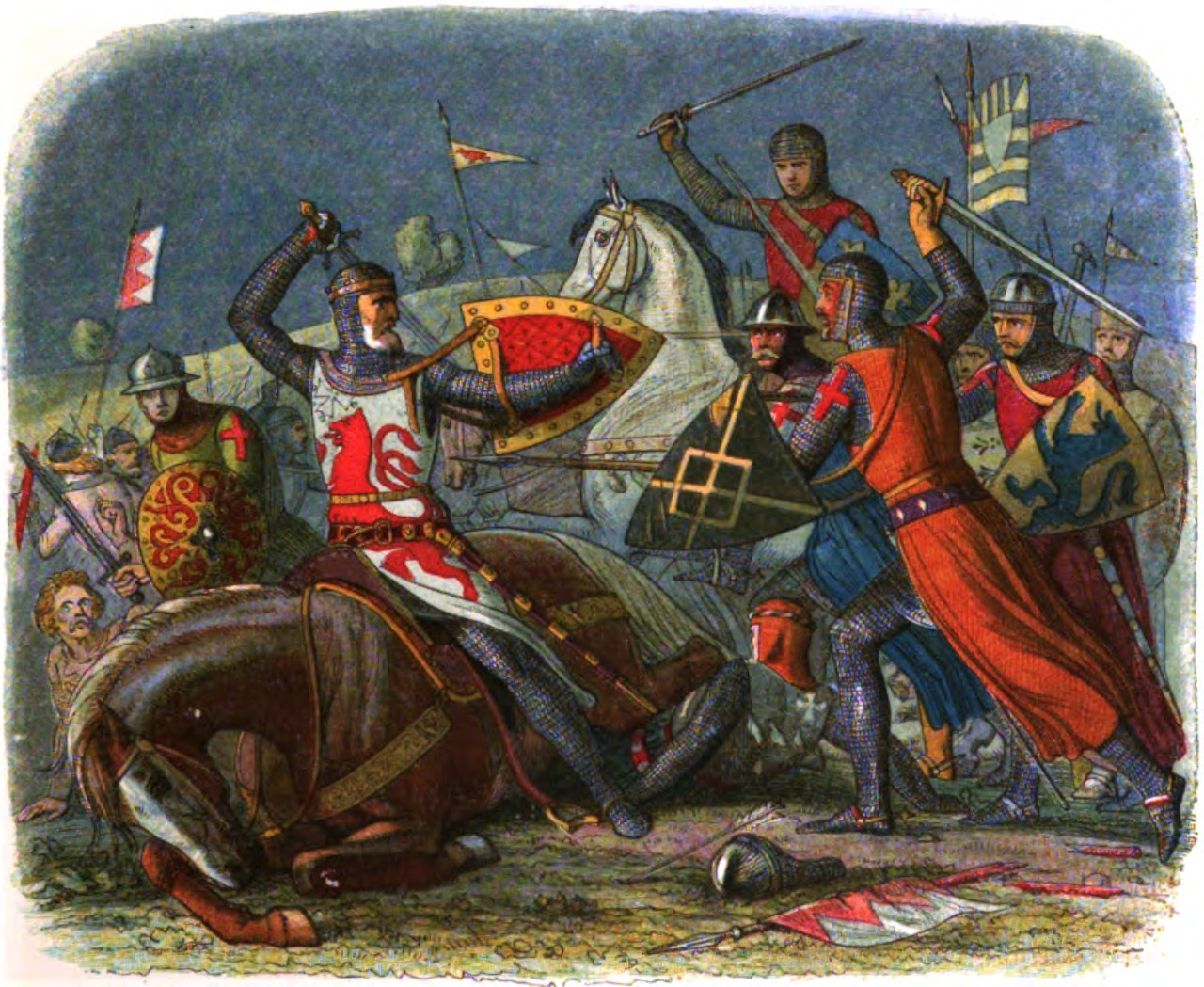
Гибель Симона де Монфора.

Вдоль хребта Гринхилл, к северу от Ившема, Эдвард разместил своих людей на левом фланге, доверив Глостеру командование правым. К восьми часам утра Монфор покинул город Ившем, в это же время началась мощная гроза.Битву при Льюисе войска баронов смогли выиграть за счёт высокого боевого духа, во многом за счёт веры в божественное предназначение, символом которой стало изображение красного креста на одежде. В этот раз крест был использован уже королевскими войсками как опознавательный знак. Согласно хронисту Уильяму Ришангеру, Монфор при виде наступления роялистов воскликнул, что «они не выучили этого сами, но были научены мною.»
Численность королевской и баронской армий оценивается в 10 000 и 5 000 человек. Видя неблагоприятное соотношение, Монфор сосредоточил людей напротив центра, рассчитывая вбить клин по всей линии противника. Несмотря на первоначальный успех, дальнейший ход сражения был не в пользу сторонников баронов из-за потери инициативы и дезертирства уэльской пехоты Лливелина ап Грифида. Фланги королевского войска смогли окружить силы Монфора, и с учётом численного преимущества и типа местности дальнейшее сражение быстро превратилось в бойню.
В памяти роялистов события битвы при Льюисе ещё вызывали горечь и обиду, из-за чего большая часть повстанцев была убита на поле боя, хотя они и выказывали желание сдаться в плен. Жертвами этой резни стали сам Симон де Монфор и его сын Генри. Тело главного смутьяна было расчленено, его голова, руки, ноги и яички были отрезаны. Самого короля Генриха III, бывшего в заключении у Монфора и одетого в его цвета, едва смог спасти от расправы Роджер де Лейборн, в начале гражданской войны выступавший на стороне оппозиции.

## Последствия
Роялисты жаждали поквитаться со своими противниками, и на заседании парламента в сентябре 1265 года в Винчестере все участники восстания были лишены наследства. Бароны, лишённые наследства, в 1265—1266 г. устроили еврейские погромы в ряде городов, из которых самым значительным был Кембриджский погром. Король, разочарованный отсутствием поддержки в г. Нортгемптон, закрыл местный университет, просуществовавший всего 4 года, покровителем которого был погибший мятежник Симон де Монфор.
Несмотря на поражение к Рождеству этого года мятежа сына Монфора в Линкольншире, отдельные очаги сопротивления продолжали действовать. Главным их оплотом являлся хорошо укреплённый и практически неприступный Замок Кенилворт, осада которого стартовала летом 1266 года. В конце октября видя безуспешные итоги осады, окружение короля разработало и представило 31 октября 1266 года так-называемый Кенилвортский приговор, дозволявший сторонникам Монфорта выкупить конфискованные владения по цене, прямо пропорциональной их участию в мятеже. Гарнизон сперва отклонил эту инициативу, но к концу года жёсткие условия осады вынудили их принять соглашение, подписанное в 1267 году.
Битва при Ившеме положила конец баронской оппозиции правлению Генриха III, после чего страна вступила в период единства и развития, продлившегося до начала 1290-х годов.